# Kuhce, Zaricine
Kuhce (în ucraineană Кухче) este localitatea de reședință a comunei Kuhce din raionul Zaricine, regiunea Rivne, Ucraina.

## Demografie
Componența lingvistică a localității Kuhce
     Ucraineană (99,88%)
     Alte limbi (0,12%)
Conform recensământului din 2001, majoritatea populației localității Kuhce era vorbitoare de ucraineană (99,88%), existând în minoritate și vorbitori de alte limbi.